# كاستيجليون دورشيا
Castiglione d'Orcia هي بلدية في مقاطعة سيينا في منطقة توسكانا الإيطالية ، وتبعد حوالي 90 كيلومتر (56 ميل) عن جنوب شرق فلورنسا وحوالي 40 كيلومتر (25 ميل) جنوب شرق سيينا ، في فال دورسيا ، ليس بعيدًا عن طريق كاسيا .
تقع Castiglione d'Orcia على حدود البلديات التالية: Abbadia San Salvatore ، و Castel del Piano ، و Montalcino ، و Pienza ، و Radicofani ، و San Quirico d'Orcia ، و Seggiano ، ومع بلدة مميزة عدد السكان فيها قليل ، تقع على صخرة تسمى "Campiglia d" Orcia ".
تم ذكر المستوطنة لأول مرة في عام 714 ، عندما كانت في حوزة عائلة Aldobrandeschi . في عام 1252 أصبحت بلدية حرة ، لكنها فقدت استقلالها في القرن التالي لصالح جمهورية سيينا ، التي عهدت بها إلى عائلات قوية مثل Piccolomini و Salimbeni . في وقت لاحق ، كان كاستيجليون جزءًا من دوقية توسكانا الكبرى ، ومن عام 1861 ، من إيطاليا الموحدة .

## المعالم السياحية الرئيسية
- روكا (قلعة) من Tentennano ، تطل على فريزيوني من Rocca d'Orcia . كانت مركز الصراع بين Salimbeni وجمهورية سيينا ، التي استعادت السيطرة عليها في عام 1408. في القرن السادس عشر ، تم الخلاف مرة أخرى بين سيينا وفلورنسا. تم تسليمه للحكومة عام 1971 بعد خوف أصحاب القلعة من تقدم العمر بالقلعة وخطر اصطدام الصخور بالناس.
- روكا الدوبرانديسكا .
- الكنائس الرومانية في سانتا ماريا مادالينا وسانتي ستيفانو ودجنا . هذا الأخير يضم مادونا والطفل بواسطة سيمون مارتيني ومادونا والطفل بقلم بيترو لورينزيتي .

## روابط خارجية
بلديات